# Estádio Municipal Doutor Waldemiro Wagner
O Estádio Municipal Dr. Waldemiro Wagner, também conhecido como Felipão, é um estádio de futebol localizado em Paranavaí, no estado do Paraná.
É um dos melhores e mais belo estádios do estado, tem capacidade para cerca de 25.000 pessoas bem acomodadas. Sua primeira partida foi um jogo amistoso da Seleção Brasileira, contra a Costa Rica, vencido pelo Brasil por 4 a 2.
Desde então, é usado pela equipe da casa, o Paranavaí.
O estádio é conhecido pela enorme pressão da torcida local, já que a arquibancada é bem próxima ao campo de jogo.

## História
Sua construção ocorreu entre 1991 e 1992, a área onde se encontra o estádio havia uma grande erosão devido ao solo arenoso da região, facilitando assim o projeto, o estádio foi espelhado no coliseu de Los Angeles CA, sua inauguração 23 de setembro de 1992. Com campo de grama natural (105 x 73 m), o público recorde foi de 25.000 pessoas presentes , na partida  entre as equipes Atlético Clube Paranavaí x Paraná Clube em 29/04/2007 pelo primeiro jogo da Final do Paranaense de 2007.
A cobertura do Estádio Municipal Waldemiro Wagner foi recuperada em 2008. A cobertura havia sido destruída no final de 2005 durante o temporal que trouxe muitos estragos para a cidade.[carece de fontes?]